# Аркадия (парк, Рига)
Арка́дия — парк в Риге, расположенный на левобережье Даугавы (Пардаугава). Является одним из старейших комплексов зелёных насаждений города.
Парк «Аркадия» расположен в историческом районе Торнякалнс, между улицами Ояра Вациеша и Фрича Бривземниека и железнодорожной линией у станции Торнякалнс. Его общая площадь достигает 9,6 гектара. Представляет собой один из типичных образцов садово-парковых комплексов латвийской столицы, выполненный в ландшафтном стиле. Дендрологическое богатство, отличавшее парк «Аркадия» с момента его основания, постепенно было утрачено. Сейчас здесь произрастает 23 вида местных многолетников, а также 42 формы интродуцированных деревьев, из которых можно отметить крымскую липу и вееровидный боярышник.

## История

### В царское время
В 1794 году датский предприниматель Расмус Мёбе устроил возле пруда выше запруды Мариинской мельницы, построенной в 1226 году Домским капитулом, место отдыха и назвал его Altonhave (с дат. — «Альтонский сад»), по названию старинного датского города Альтона. Здесь проходили гуляния и театральные представления.
В 1852 году надел площадью 1,1 га на участке с высокими дюнами и небольшое поместье со столетней историей Торенсберг приобрёл генеральный консул Пруссии Верман, представитель древнего рода торговцев из Любека, занимавшихся поставками шёлковых тканей и текстиля. Один из представителей этого рода, Кристиан Генрих Верман (1737—1813) женился на Анне Гертруде Эбель, ставшей впоследствии основательницей Верманского сада в центре Риги. В семье родилось четверо детей, отцовское дело перенял Иоганн Кристоф Верман (1784—1843), ставший почётным консулом Пруссии в Курляндии и Лифляндии. И дело, и должность консула унаследовал его сын Кристиан Генрих (1814—1874).
Становление парка началось с прокладки аллей, открывавших вид на панораму Риги. Затем на участке были устроены сад и оранжерея, в которой выращивали абрикосы, персики и пальмы, привезённые для этих целей из тропических и экваториальных климатических зон.
После смерти Вермана владельцы поместья несколько раз менялись, пока в 1885 году его не купил купец К. В. Клейн. Он устроил в саду трактир, садовый театр и аттракционы — в частности, кегельбан. В то время парк получил имя Клейна и стал популярным местом отдыха и развлечений горожан, приносившим солидный доход.
Примерно через 10 лет парк приобрела Рижская городская управа. В 1896 году она приняла решение о благоустройстве территории Митавского форштадта, прилегающей к Даугаве. Садовой дирекции было поручено привести парк в порядок, что и было сделано: были отремонтированы все здания и изгороди, построен дом садовника. Доселе безымянный садово-парковый участок получил название Торенсбергского парка.
Так же, как в Гризинькалнсе, часть территории парка была сдана в аренду пивоварне «Вальдшлёсхен», которая построила здесь ресторан. В 1908 году он сгорел, был восстановлен в 1910 году. Красота пейзажа так поразила арендатора ресторана, что он в 1911 году дал ему греческое название «Аркадия». Чтобы взимать за вход плату, территорию парка огородили забором. Это позволяло выручать средства на содержание парка. Также были открыты тир, новый кегельбан и музыкальный люстгауз (род увеселительного павильона).
В 1898 году парк Рижская городская управа во главе с градоначальником Людвигом Кёрковиусом передаёт заказ на благоустройство Торенсбергского парка главному рижскому садово-парковому архитектору Георгу Фридриху Куфальдту, превратившему его в прекрасный образец ландшафтного дизайна.
В первую очередь Куфальдт отвёл протекавшую через парке реку Мариинку от строящейся трамвайной линии и «заставил» её петлять через парк в декоративном стиле, построив даже искусственный водопад — так называемую Иматру. Таким образом Мариинка стала одним из наиболее привлекательных элементов парка. Зелёные насаждения по её берегам проредили, часть деревьев и кустов заменили новыми, декоративными породами. В парке были оставлены большие лужайки, а деревья и кустарники были в основном сконцентрированы вдоль многочисленных прогулочных троп. Над речкой были сооружены мостики.
В ночь с 7 на 8 мая 1899 года в парке «Аркадия» состоялся митинг рабочих, посвящённый организации всеобщей забастовки.
В 1909 году в лечебнице Эрнеста Соколовского на Большой Альтоновской, 6, почти месяц жил Александр Иванович Куприн, который лечился от неврозов и бессонницы модным методом трудотерапии.
Во время Первой мировой войны парк стал пристанищем для многочисленных беженцев, которые устроили в нём огороды и сильно повредили.

### ВЛатвийской Республике
В 1920-е годы речку Марупите использовали для разведения рыбы. Здание мельницы снесли в 1924—1925 годах, чтобы расширить улицу.
В 1926 году следует новая плановая реконструкция парка, выполненная по проекту известного садово-паркового дизайнера межвоенной Латвии Андрея Зейдакса. В первую очередь следует отметить строительство в центре парка концертной площадки для проведения музыкальных мероприятий фольклорной направленности. В 1927 году была сооружена музыкальная эстрада в виде раковины по проекту архитектора Паула Кундзиньша. Была сооружена детская игровая площадка. На месте ресторана построили молочный павильон. Также были поставлены опорные стенки, лестницы и посажены местные и интродуцированные породы многолетников. Вместо изгородей Зейдакс высадил живые ограждения, которые постепенно формировали; забор вдоль улицы Алтонавас был снесён. Зейдакс также устроил множество нерегулярных клумб с многолетними цветущими кустарниками и цветами.
Большой вклад в благоустройство парка внёс садовый мастер Адам Рокис, который трудился здесь до 1960-х годов.

### В Латвийской ССР
В 1958 году ресторан, построенный в 1910 году, был превращён в кинотеатр. За первый год работы в нём прошло 400 киносеансов, которые посетили 164 тысячи зрителей.
На летней эстраде проходили концерты и культурные мероприятия, в том числе традиционное празднование Дня железнодорожника 4 августа, поскольку рядом с парком был построен железнодорожный стадион «Локомотив».
В 1959 году пляж на берегу пруда Марас закрыли, так как в реку Марупите стали сливаться стоки чулочной фабрики «Аврора». Вместо пляжа был устроен лодочный причал, в зимнее время на льду пруда работал каток.
В середине 1960-х годов, когда велись работы по реконструкции нынешнего парка Победы, русло Марупите было скорректировано; по проекту Виктора Дорофеева и Эвалда Фогеля был вырыт пруд.
В 1985 г. Большую Алтонскую улицу переименовали в честь латышского поэта Ояра Вациетиса. Он долгие годы прожил в доме номер 19 по этой улице, там теперь находится мемориальный музей. И лишь Малая Алтоновская улица, сохранившая название Altonavas, напоминает о временах, когда на месте парка было поместье Алтона.
В 1988—1989 годах возле летней эстрады парка собирались активисты Клуба защиты среды, здесь же прошло учредительное собрание Движения за национальную независимость Латвии.

### После восстановления независимости Латвии
В 1990-х годах кинотеатр «Аркадия» сгорел, причины пожара так и не были выяснены. В конце 2000-х руины кинотеатра снесли, а эстрада постепенно пришла в запустение. Однако сам парк до сих пор привлекает большое количество жителей прилегающих районов.